# 5e division d'infanterie (Australie)
Pour les articles homonymes, voir 5e division.
La 5e division est une division d'infanterie de l'armée australienne active pendant les Première et Seconde Guerres mondiales. 

## Histoire
La division est formée en février 1916 dans le cadre de l'expansion des brigades d'infanterie de la force impériale australienne. En plus de la 8e brigade (en) existante ont été ajoutées les nouvelles 14e (en) et 15e brigades, respectivement levées à partir des bataillons des 1re (en) et 2e brigades (en). D'Égypte, la division fut envoyée en France puis en Belgique, où elle servit dans les tranchées le long du front occidental jusqu'à la fin de la guerre en novembre 1918. Après la fin de la guerre, la division est démobilisée en 1919.
La division est reconstituée en tant que formation de milice pendant la Seconde Guerre mondiale et est mobilisée pour la défense du nord du Queensland en 1942, alors que l'on croyait que la région était un site privilégié pour une invasion par les forces japonaises. La majeure partie de la division est concentrée dans la région de Townsville, bien que la 11e brigade (en) ait été détachée pour la défense de Cairns et du cap York. En 1943, la division participe aux étapes finales de la campagne Salamaua-Lae, en Nouvelle-Guinée, puis plus tard en 1944 capture Madang pendant la campagne de la péninsule de Huon. En 1944-1945, la division est engagée dans la campagne de Nouvelle-Bretagne, avant d'être relevée en juillet 1945. La division est dissoute en septembre 1945 après la fin de la guerre.